# اسمیت‌فیلد (یوتا)
اسمیت‌فیلد (به انگلیسی: Smithfield) شهری در ایالت یوتا کشور ایالات متحده آمریکا است که جمعیت آن در سرشماری سال ۲۰۱۰ میلادی، ۹٬۴۹۵ نفر بوده‌است.